# Willingdon and Jevington
Willingdon and Jevington är en civil parish i Storbritannien.   Den ligger i grevskapet East Sussex och riksdelen England, i den södra delen av landet, 80 km söder om huvudstaden London. Arean är 10,6 kvadratkilometer.
Terrängen i Willingdon and Jevington är huvudsakligen lite kuperad.